# Комалькалько (город)
Комалька́лько (исп. Comalcalco) — город в Мексике, в штате Табаско, входит в состав одноимённого муниципалитета и является его административным центром. Численность населения, по данным переписи 2020 года, составила 43 035 человек.

## Общие сведения
Название Comalcalco происходит от слов языка науатль: Comali-Calli-Co, что можно перевести как: дом комалей.
Поселение Сан-Исидро-Комалькалько было основано 27 октября 1827 года по распоряжению губернатора Марселино Маргальи, на территории, откуда в XVII веке были вынуждены уйти аборигены из-за набегов пиратов.
24 сентября 1897 года Комалькалько получил статус города.
В нескольких километрах к северо-востоку находится археологическая зона древнего города майя — Комалькалько.
Город расположен в 50 км к северо-западу от столицы штата, города Вильяэрмоса.

## Население
| Год  | Численность | Численность |
| ---- | ----------- | ----------- |
| 2000 | 37 991      | [ 6 ]       |
| 2005 | 39 865      | [ 7 ]       |
| 2010 | 41 458      | [ 8 ]       |
| 2020 | 43 035      | [ 9 ]       |